# Hullur, Shirhatti
Hullur là một làng thuộc tehsil Shirhatti, huyện Gadag, bang Karnataka, Ấn Độ.